# Idaea umbrimedia
Idaea umbrimedia là một loài bướm đêm trong họ Geometridae.